# Bert Reisfeld
Berthold Reisfeld (geboren 12. Dezember 1906 in Wien, Österreich-Ungarn; gestorben 12. Juni 1991 in Badenweiler) war ein österreichischer Komponist.

## Leben
Berthold Reisfeld absolvierte eine Klavierausbildung am Konservatorium Wien und studierte Architektur an der Technischen Hochschule Wien. Anschließend ging er nach Berlin, wo er als Architekt arbeitete und auch komponierte. Zunächst ernste Musik, später dann Unterhaltungsmusik zusammen mit Rolf Marbot, mit dem er zahlreiche Erfolgstitel schuf.
Nach der Machtergreifung der Nationalsozialisten 1933 floh er, da er aus einer jüdischen Familie kam, nach Frankreich, wo er an Marbots Exilverlag beteiligt war. Im Jahr 1938 ging er in die USA, wo er ab 1941 in Hollywood als Arrangeur, Schlagerkomponist und Pianist arbeitete. Er war Präsident der Hollywood Foreign Press Association.
Reisfeld schrieb auch deutsche Texte zu englischsprachigen Songs. Beispielsweise Nancy Sinatras These Boots Are Made for Walkin’ als Die Stiefel sind zum wandern, aufgenommen von Eileen und Earl Grants (At) The End (of a Rainbow) als Jeder Traum hat ein Ende, von Earl Grant selber, Lolita, Roland Kaiser, Udo Jürgens und anderen gesungen.
Reisfeld starb während eines Kuraufenthaltes in Badenweiler.

## Werke (Auswahl)
- Mein kleiner grüner Kaktus (1934, mit Albrecht Marcuse)
- It’s Oh so Quiet (1951, mit Hans Lang)
- Eins, zwei, drei – die ganze Kompagnie, Marsch-Foxtrott für den Film Reserve hat Ruh
- Wir sind immer gute Kameraden (mit Rolf Marbot)
- Ich bin so schüchtern, Madame
- The Three Bells (The Jimmy Brown Song) (mit Jean Villard)
- Jeder Tag geht zu Ende

## Auszeichnungen
- 1985: Filmband in Gold